# Schneehöhe

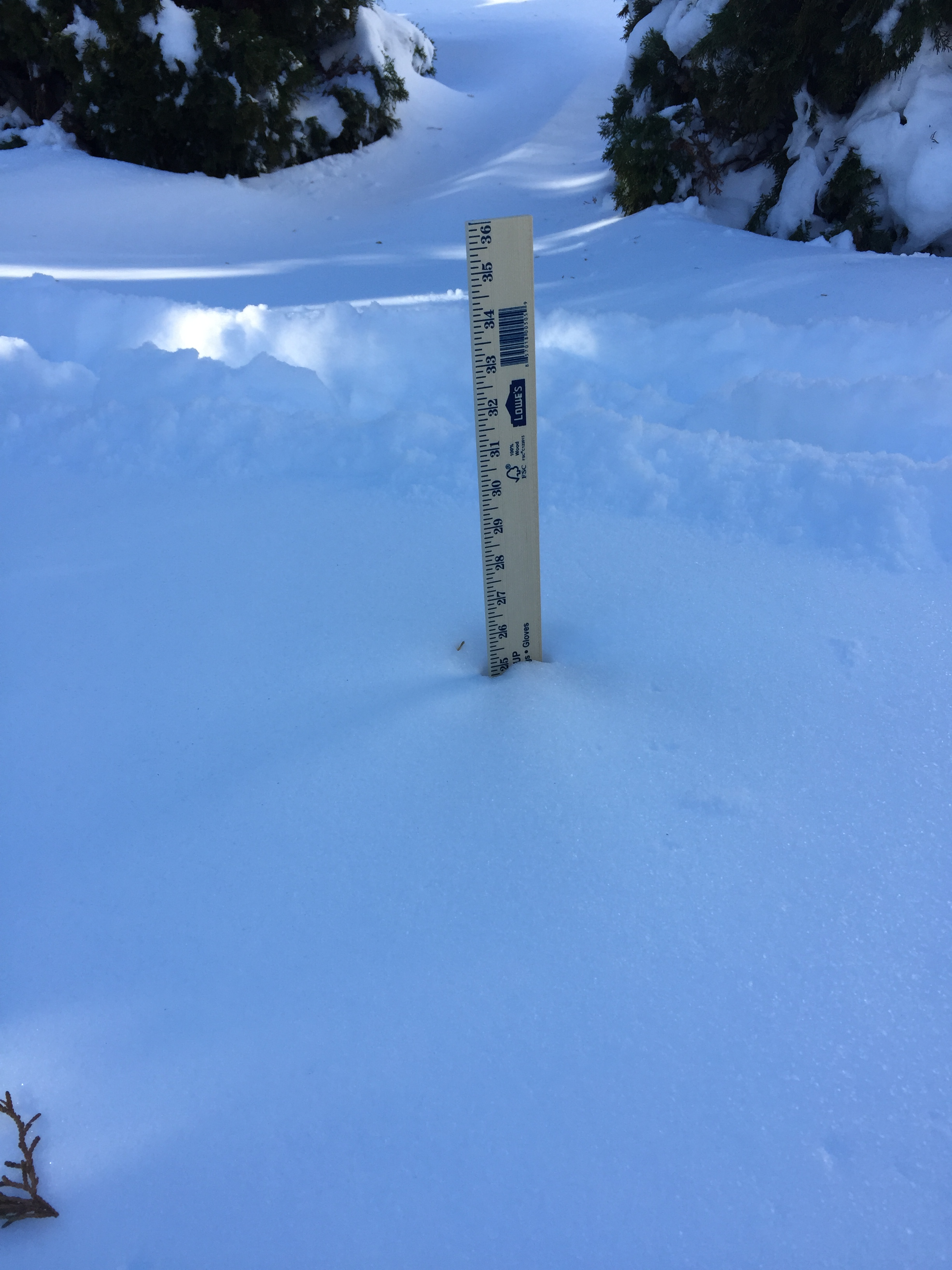
Messung der Schneehöhe nach einem Blizzard

Die Schneehöhe ist die Angabe der absoluten Höhe der Schneedecke an einem bestimmten Ort.

## Angaben: Schneedeckenmächtigkeit, Neuschneehöhe, Neuschneesumme
Die Schneehöhe (und Niederschlagsintensität) wird allgemein üblicherweise in Zentimetern angegeben – im Gegensatz zum Niederschlag, der in Millimetern pro Stunde angegeben wird.
Präzise unterscheidet man also zwischen Schneedeckenmächtigkeit als Gesamthöhe und Neuschneehöhe als Zuwachs des letzten Bemessungszeitraumes – wobei man in der heutigen Meteorologie und Lawinenkunde 24 Stunden zugrunde legt und morgens um 7:30 Uhr misst. Über längere Zeiträume ermittelt man dann die Neuschneesumme (z. B. 3-Tages-Neuschneesumme als Schneehöhenzuwachs der letzten 72 Stunden).
| Schneeart                     | Gewicht pro m3 | Schneehöhe von 100 kg pro m2 |
| ----------------------------- | -------------- | ---------------------------- |
| Trockener, lockerer Neuschnee | 30–50 kg       | ca. 2–3 m                    |
| Gebundener Neuschnee          | 50–100 kg      | ca. 1–2 m                    |
| Stark gebundener Neuschnee    | 100–200 kg     | ca. 0,5–1 m                  |
| Trockener Altschnee           | 200–400 kg     | ca. 25–50 cm                 |
| Feuchtnasser Altschnee        | 300–500 kg     | ca. 20–35 cm                 |
| Mehrjähriger Firn             | 500–800 kg     | ca. 12–20 cm                 |
| Eis                           | 800–900 kg     | ca. 11–12 cm dick            |
| Quelle: NÖ Zivilschutzverband |                |                              |

Man spricht auch von Schneemenge, das bezeichnet dann einen kumulierten Höhenzuwachs einer gewisser Schneefallperiode, genauer das entsprechende Volumen, entweder bezogen auf eine Normfläche (ein Quadratmeter), oder als Gesamtkubatur bzw. Masse, etwa bei Schneewechten oder Lawinen. Baulich bezieht man das auf die Schneelast als Wichte (oder Schneedruck als Kraft), die davon abhängig ist, ob der Schnee pulvrig oder nass ist.
Wegen des großen spezifischen Volumens von Schnee (des geringen spezifischen Gewichts) können schon vergleichsweise unspektakuläre Wassermengen beträchtliche Schneehöhen hervorrufen: Für Schnee liegt die Dichte zwischen 30 kg\m³ (trockener, lockerer Neuschnee) und 200 kg\m³ (stark gebundener Neuschnee). Neuschnee hat also etwa 1⁄10 (bis 1⁄15 – 1⁄30) der Dichte von Wasser, setzt sich aber recht schnell (innerhalb von Stunden, insbesondere durch das Gewicht der darübergeschneiten Schichten) auf grob die Hälfte, so dass 1 Meter Neuschnee und 1⁄2 Meter frischgesetzter Schnee etwa 100 mm Regen entsprechen; 100 Millimeter (oder Liter je Quadratmeter) ist ein kräftiger, aber nicht außergewöhnlicher Regen.
Da der Schnee liegen bleiben oder je nach Temperatur auch schmelzen kann, müssen Schneedecken trotz Neuschnees nicht ansteigen. Die reine Angabe der Schneehöhe sagt also nicht zwingend aus, dass kürzlich Schnee gefallen ist. Das Volumen des Schnees schrumpft durch sein eigenes Gewicht und die anderen Wetterwerte (Luftfeuchte, Temperaturverläufe): Auch unabhängig von Abschmelzen und Sublimation ist die Neuschneesumme und auch die ganze Schneedeckenmächtigkeit nicht die Gesamtsumme der Neuschneehöhen. Sie liegt – je nach Kälte – typischerweise bei ein bis zwei Drittel der Neuschneesummen der unmittelbar vorausgehenden Schneefallperiode. Die präziseste Beschreibung der Schneemenge als Begrifflichkeit ist eine Differenz der Gesamtschneehöhe zu zwei Zeitpunkten, mit zwischenzeitlicher Setzung und Schmelze eingerechnet.
In letzter Konsequenz reduziert sich die Gesamt-Neuschneemenge einer Saison im Zehrgebiet der Gletscher auf oft nur wenige Zentimeter oder gar Millimeter mächtige Schichten komprimierten Eises.
Umgekehrt können sich durch Windverfrachtung kleinräumig im Gelände auch enorme, weit über die Neuschneehöhen hinausgehende Schneedeckenmächtigkeiten aufbauen. Auch dort, wo Lawinen abgegangen sind (Massenverfrachtung), finden sich abnorme Schneehöhen, sodass Lawinenreste bis weit über das Ausapern der umliegenden Areale hinaus liegen bleiben.

## Messungen
Zum genauen Messen von Schneemengen bzw. Schneehöhen werden Schneepegel und Schneesonden verwendet, die durch die Differenz zwischen Bodenhöhe und Schneehöhe exakte Angaben machen können. Dank neuerer Technik, den Schneehöhensensoren, ist dies auch durch Ultraschall möglich. Durch die Temperaturabhängigkeit der Schallgeschwindigkeit kann diese Art der Messung eine maximale Messgenauigkeit von ±2 cm gewährleisten.

## Prognose
Die Vorhersage oder Prognose für Schneehöhen gestaltet sich aufgrund mehrerer Faktoren besonders schwierig. Sie ist abhängig von
- Neuschnee
- Altschnee
- Lufttemperatur

Auf Bergen, wo die Abfrage der Schneehöhe für den Wintersport gefragt ist, sind genaue Prognosen wegen der meteorologischen und Höhenbedingungen kompliziert.

## Lawinenkunde
Die Schneedeckenmächtigkeit, wie auch die Neuschneemenge, sind entscheidende Messgrößen der Lawinenkunde.
Zwar lösen Lawinen prinzipiell bei übermäßig ansteigender Mächtigkeit der Decken allein durch ihre Eigengewicht aus, viel entscheidender sind aber die präzise Schichtung und deren Schneequalität, wie sie sich aus den Randbedingungen während und zwischen den Schneefällen ausbilden. Während manchmal Schneedecken mit vielen Metern Mächtigkeit an einer Stelle liegen, lösen in anderen Jahren schon wenig mächtige Schichten aus. Außerdem geht bei den allermeisten Lawinen – von der Grundlawine und dem unteren Verlaufsabschnitt einer Staublawine abgesehen – nicht die Decke über die gesamte Schneehöhe, sondern nur eine gewisse Schicht ab.
Daher ist über die reine Schneehöhenmessung hinaus eine Schneeprofilanalyse notwendig, durch Probenentnahme und Versuch vor Ort, zunehmend durch exaktes und kontinuierliches Mitprotokollieren des Verlaufs des Schneedeckenaufbaus. Diese Daten werden heutzutage auch online vernetzt und abgeglichen (Schneedeckenmodellierung), so dass sich auch nicht untersuchte Stellen interpolieren lassen, wenn etwa die Beprobung im Gelände durch Wetterumschwünge schon zu gefährlich ist, oder bei Starkschneeereignissen zu viele Stellen gleichzeitig untersucht werden müssten.

## Tourismus und Wintersport
Bergregionen, die nur im Winter mit Schnee bedeckt sind, leben häufig vom Tourismus. Die Schneehöhen sind ausschlaggebend für die Wintersportler und andere Touristen. Bergtourismus und Wintersport sind erheblich von den Schneehöhen abhängig, da diese die Einnahmen in einer ganzen Saison beeinflussen können. Wintersportler rufen die aktuellen Schneehöhen der Urlaubsgebiete weltweit über das Internet tagesaktuell ab und entscheiden so, wo sie ihren Ski-Urlaub verbringen.

## Globale Erwärmung
Da die gegenwärtige Erderwärmung mit einer Temperaturerhöhung auch in den höheren Berg- und damit Schneeregionen einhergeht, kann die Schneehöhe als ein Beispiel und statistischer Wert für die globale Erwärmung gesehen werden (Ein anderes Beispiel dafür ist die Erhöhung der Schneegrenzen). Durch die höhere Temperatur schmilzt der Schnee schneller, es sinkt auch die allgemeine, durchschnittliche Schneehöhe.
Diese Aussage ist aber äußerst global gehalten, tatsächlich kann in ganzen Landstrichen durch den veränderten großregionalen Luftfeuchtetransport auch ein signifikanter Anstieg der Schneehöhen festgestellt werden, wie etwa bei den Schneefällen in Mitteleuropa im Januar 2019. Da Schneefall typischerweise nur im Temperaturbereich zwischen etwa −7 °C bis +2 °C stattfindet, können Gebiete winterlicher Trockenheit durch Starkfrost auch langsam zu winterlicher Niederschlagszonen werden, oder sich die Niederschlagsmaxima vom Früh- und Spätwinter gegen den Hochwinter verschieben, sodass zwischenzeitlich die Schneedecke weniger abschmilzt, und mehr Niederschlag als Schnee denn als Regen niedergeht. In den Alpen gehen jedoch Schneehöhen und Schneebedeckung tendenziell zurück, besonders auf der Alpensüdseite. In der Wintertourismusbranche spricht man dann von „Gewinnern“ und „Verlierern“ eines Klimawandels.